# Véronique de Viguerie
Véronique de Viguerie (* 12. dubna 1978) je francouzská fotoreportérka, známá především příběhem o afghánské partyzánské skupině odpovědné za přepadení v údolí Uzbin.

## Životopis
Viguerie se narodila v roce 1978 v Toulouse. Po ukončení magisterského studia práva v Paříži se zaměřila na fotografii a studovala ve Velké Británii. V roce 2002 pracovala ve Velké Británii v Lincolnshire Echo. V roce 2004 odešla do Afghánistánu jako fotografka na volné noze. V květnu 2005 málem zemřela při sebevražedném útoku na internetovou kavárnu v Kábulu. V Kábulu žila tři roky, poté začala podávat zprávy z mnoha zemí, včetně Kolumbie, Iráku, Somálska, Pákistánu, Guatemaly, Mexika, Nigérie, Nigeru, Mali, Indie a Bangladéše.
V roce 2008 ji magazín Paris-Match poslal zpět do Afghánistánu, aby dokumentovala „afghánskou stranu po přepadení“. Podařilo se jí získat důvěru Talibanu, s nímž se dříve setkala, a získala jejich povolení k fotografování. Zveřejnění těchto fotografií způsobilo rozruch francouzského veřejného mínění. Také v roce 2008 získala pozornost díky svým fotografiím somálských pirátů. Její příběh z roku 2009 o ropné válce v Nigérii byl v roce 2010 oceněn cenou Foto Trophy a cenou veřejnosti Prix Bayeux-Calvados des korespondants de guerre (ceny Bayeux-Calvados Awards pro válečné korespondenty).
V roce 2006 vydala s novinářkou Marií Bourreau svou první knihu Afghanistan, Regards Croises. V roce 2011 publikovala Carnets de Reportages du XXIe siècle s novinářkou Manon Querouil.

## Ceny a ocenění
- Lagardere Grant pro mladé talenty, 2006
- Prix Canon de la femme photojournaliste & AFJ Prize pro nejlepší fotoreportérku během festivalu v Perpignanu, 2006[9]
- Best Young Photographer na festivalu Scoop v Angers, 2008
- World Press Photo, 3. místo v tématu Současné problémy, 2009
- Nejlepší válečná fotoreportáž na festivalu v Bayeux, 2010
- Nikon Prize za nejlepší válečnou fotoreportáž na festivalu v Bayeux, 2010

## Publikace
- S Marií Bourreau:
  - Afghanistan, Regards Croises, 2006. ISBN 978-2012401204
- S Manon Querouil:
  - Carnets de reportages du XXIe siècle, 2011. ISBN 978-2916954844
  - Profession reporters : Deux baroudeuses en terrain miné, 2015. ISBN 978-2732466460